# Würzburger Kickers
Fußball-Club Würzburger Kickers e.V. – niemiecki klub piłkarski z siedzibą w Würzburgu, grający w Regionalliga Bayern.

## Historia
Klub został założony w 1907 roku. W pierwszej lidze niemieckiej występował w latach 1930-1933, gdy była nią Bezirksliga (grupa Nordbayern), a także dwukrotnie w latach 40. w Gaulidze. Spędził też jeden sezon w 2. Bundeslidze (1977/1978). W sezonie 2015/2016 wywalczył awans do 2. Bundesligi z której po rocznym pobycie spadł. W 2020 roku wrócił do 2. Bundesligi, lecz i tym razem po jednym sezonie zespół spadł do 3. Ligi. Sezon później klub spadł również z III szczebla do rozgrywek Regionalligi, w których gra od tego momentu.

## Historia herbu

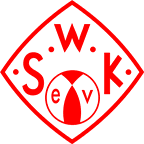
01.1946-1956
1956-1983

## Sukcesy
- Bezirksliga Nordbayern (I poziom): 1930/31 (7 m.), 1931/32 (6 m.), 1932/33 (9 m.)
- Gauliga Bayern (I poziom): 1940/41 (12 m.), 1942/43 (11 m.)
- udział w 2. Bundeslidze (II poziom): 1977/1978, 2016/2017, 2020/2021

## Reprezentanci kraju grający w klubie
- Walter Borck
- Lamine Moise Cissé
- Lothar Emmerich
- Walter Hanke
- Stefan Reisch
- Amir Szapurzade
- Gustav Wieser
- Gerd Zewe